# Lafayette Harris

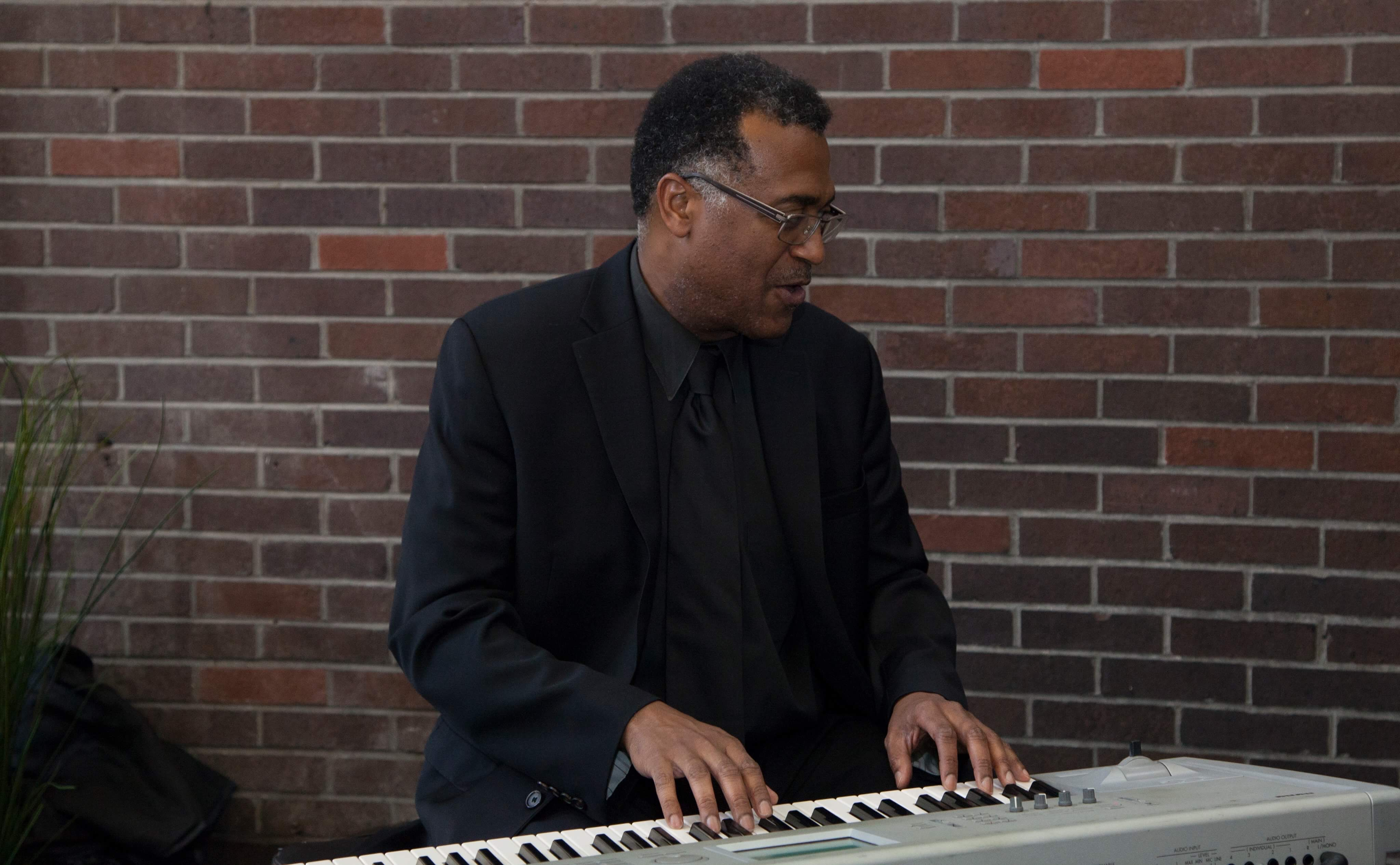
Lafayette Harris, 2018

Lafayette Harris (* 29. Mai 1963 in Philadelphia) ist ein amerikanischer Jazzpianist. Von Chick Corea, McCoy Tyner und Kenny Barron beeinflusst hat er eine eigenständige und eloquente Stilistik entwickelt.

## Leben und Wirken
Harris wuchs in seiner Heimatstadt auf, wo er als Jugendlicher in Funk und Popmusikgruppen spielte. Dann studierte er, zunächst am Peabody Institute und am Oberlin College, dann bei Kenny Barron an der Rutgers University. 1985 zog er nach New York City, wo er Mitglied der Moffett Family wurde. Bald tourte er aber auch mit Max Roach, Dizzy Gillespie, Jon Hendricks, Stanley Turrentine, Lionel Hampton, Al Grey und Donald Byrd durch Nordamerika und Europa. 1992 gastierte er mit Barbara Morrison und 1994/95 mit eigenen Bands auf europäischen Festivals. Weiterhin fungierte als musikalischer Leiter der Show Songs My Mother Taught Me mit Melba Moore und der Tanzshow Cab Calloways Legacy of Swing. Seit 2003 begleitete er immer wieder Ernestine Anderson. Auch war er an Aufnahmen von Slide Hampton, John Gordon, Donald Harrison, Chico Freeman, Joseph Daley (Portraits: Wind, Thunder and Love, 2014), Leon Dorsey oder Julian Coryell beteiligt und trat im Duo mit Roswell Rudd auf.

## Diskografie (Auszug)
- Lafayette Is Here (Muse, 1993, mit Terell Stafford, Don Braden, Lonnie Plaxico, Cindy Blackman)
- Happy Together (Muse, 1996) mit Melba Moore
- Lafayette Is Here...Solo (Airmen, 1998)
- In the Middle of the Night (Airmen, 2007, mit Ben Butler, Gary Hasse, Buddy Williams, Cafe, Norman Hedman, Terell Stafford, Donald Harrison, Kevin Louis, Cleave Guyton, Ray Naccari, Mike Hammond, Omari Fonzarelli, Alyson Williams)
- Trio Talk (Airmen, 2008) mit Dwayne Dolphin, Winard Harper
- Bend to the Light (Airmen 2015, sowie Lonnie Plaxico, Willie Jones III, Thomas Dyani bzw. Jazzmeia Horn)

## Lexigraphische Einträge
- Leonard Feather, Ira Gitler: The Biographical Encyclopedia of Jazz. Oxford University Press, New York 1999, ISBN 0-19-532000-X.
- Martin Kunzler: Jazz-Lexikon. Band 1: A–L (= rororo-Sachbuch. Bd. 16512). 2. Auflage. Rowohlt, Reinbek bei Hamburg 2004, ISBN 3-499-16512-0.